# Svensk mesterskab i ishockey 1934
Det svenske mesterskab i ishockey 1934 var det 13. svenske mesterskab i ishockey for mandlige klubhold. Mesterskabet havde deltagelse af 15 klubber og blev afviklet som en cupturnering med afslutning den 23. marts 1934.
Mesterskabet blev vundet af AIK, som blev svenske mestre for første gang. Holdet havde tidligere været i én SM-finale, som de i 1930 tabte til IK Göta. I finalen vandt AIK med 1-0 over de foregående to sæsoners mestre fra Hammarby IF, der havde kvalificeret sig til slutkampen for fjerde sæson i træk, og femte gang i alt.
Finalen blev afviklet i Ispaladset i Stockholm under overværelse af 1.300-1.500 tilskuere. Kampens eneste, og dermed afgørende mål, blev scoret i anden periode af Olle Waldenström, der inden denne sæson var skiftet til AIK fra IFK Stockholm, og som tidligere havde vundet to SM-titler i 1929 og 1930 med IK Göta.

## Resultater

### Første runde
|                                  | Karlbergs BK - Södertälje IF | 3–1 |
| Södertälje SK - IK Sture         | 2–1                          |     |
| UoIF Matteuspojkarna - IK Hermes | 2–0                          |     |
| Reymersholms IK - IK Göta        | 5–4                          |     |
| AIK - Djurgårdens IF             | 6–1                          |     |
| Nacka SK - IFK Mariefred         | 1–0                          |     |
| IFK Stockholm - Lilljanshofs IF  | 2–1                          |     |

### Kvartfinaler
| Dato      | Kamp                                | Res. | Perioder      | Tilsk. | Spillested |
| --------- | ----------------------------------- | ---- | ------------- | ------ | ---------- |
| 18. marts | AIK - IFK Stockholm                 | 3–0  |               |        |            |
| 18. marts | Hammarby IF - Södertälje SK         | 2–1  | 0-1, 1-0, 1-0 | 800    | Ispaladset |
| 18. marts | Karlbergs BK - UoIF Matteuspojkarna | 2–0  |               |        |            |
| 18. marts | Nacka SK - Reymersholms IK          | 1–0  |               |        |            |

### Semifinaler
| Dato      | Kamp                   | Res. | Perioder      | Overtid       | Tilsk. | Spillested |
| --------- | ---------------------- | ---- | ------------- | ------------- | ------ | ---------- |
| 20. marts | Hammarby IF - Nacka SK | 1–0  | 0-0, 0-0, 1-0 |               | 300    | Ispaladset |
| 21. marts | AIK - Karlbergs BK     | 1–0  | 0-0, 0-0, 0-0 | 0-0, 0-0, 1-0 |        |            |

### Finale
| Dato      | Kamp              | Res. | Perioder      | Tilsk.      | Spillested |
| --------- | ----------------- | ---- | ------------- | ----------- | ---------- |
| 23. marts | AIK - Hammarby IF | 1–0  | 0-0, 1-0, 0-0 | 1.300-1.500 | Ispaladset |

## Spillere
AIK's mesterhold bestod af følgende spillere:
- Tycho Bohman (1. SM-titel)
- Herman Carlson (1. SM-titel)
- Åke Ericson (1. SM-titel)
- Karl Erik Fürst (1. SM-titel)
- Axel Nilsson (1. SM-titel)
- John Nilsson (2. SM-titel, havde tidligere vundet SM i 1924 med Södertälje SK)
- Erik Persson (1. SM-titel)
- Wilhelm Petersén (1. SM-titel)
- Olle Waldenström (3. SM-titel, havde tidligere vundet SM i 1929 og 1930 med IK Göta)

Hammarby IF's sølvhold bestod af følgende spillere:
- Stig Emanuel "Stickan" Andersson
- Sven Bengtsson
- Sven "Svenne Berka" Bergqvist
- Ruben "Rubbe" Carlsson
- Lennart "Joe" Hellman
- Erik Jansson
- Erik "Burret" Larsson
- Bengt Liedstrand
- Bertil "Berra" Lundell
- Emil "Emma" Rundqvist
- John Wikland
- Sigfrid "Sigge" Öberg